# Якоб Мария Миршайд
Якоб Мария Миршайд (нем. Jakob Maria Mierscheid) — вымышленный политик, являющийся членом немецкого парламента — бундестага и представляющий социал-демократическую партию Германии (СДПГ).

## История
Миршайд был выдуман депутатами СДПГ в 1979 году, которые хотели таким образом почтить память своего умершего однопартийца Карло Шмида, одного из главных авторов конституции Германии, и символически заменить его в роли депутата.
Согласно его официальной биографии, родился Якоб Мария в коммуне Морбах земли Рейнланд-Пфальц, католик. До «прихода» в политику Миршайд был членом профсоюза крестьян и лесорубов, членом спортивного клуба, почётным членом хорового общества профсоюза рабочих деревообрабатывающей и химической промышленности. Также он являлся официальным делегатом СДПГ на съезде партии в Ганновере в 1960 и 1967 годах побывал в столице Западной Германии.
Якоб Мария Миршайд является фиктивным политиком в бундестаге с 11 декабря 1979 года. Был заместителем председателя Комитета по развитию малого и среднего бизнеса (нем. Mittelstandsausschusses) бундестага в 1981 и 1982 годах. Депутат имеет официальную страницу на веб-сайте бундестага и разработанную биографию, а также список публикаций и научных работ.
Якоб Мария Миршайд написал серию заметок в журналах, а после выбора в бундестаг, в 1983 году, газета СДПГ Vorwärts опубликовала Закон Миршайда (англ. Mierscheid law) — сатирическую гипотезу, демонстрирующую связь голосов за СДПГ в зависимости от производства стали в Западной Германии. Далее последовали более серьёзные письменные работы. 1 марта 2013 года председатель бундестага Норберт Ламмерт официально поздравил Миршайда с 80-летием. А 11 декабря 2004 года Якоб Мария отпраздновал свой 25-летний юбилей в качестве члена бундестага. После того как немецкий парламент переехал в Берлин, два офисных здания для членов парламента (Paul-Löbe-Haus — слева и Marie-Elisabeth-Lüders-Haus — справа) были связаны пешеходным мостом через реку Шпрее, названным в честь Миршайда (нем. Jakob-Mierscheid-Steg).
Это не единственный вымышленный публичный персонаж в Германии. В разное время там существовали, например, юрист Фридрих Нагельман, дипломат Эдмунд Дреккер, профессор психологии Эрнст Дёлле и т. д.